# The Maze Runner (película)
The Maze Runner (titulada Maze Runner: Correr o morir en Hispanoamérica y El corredor del laberinto en España) es una película estadounidense de ciencia ficción, suspenso y acción dirigida por Wes Ball y basada en la novela homónima de 2009 escrita por James Dashner. Protagonizada por Dylan O'Brien, Kaya Scodelario, Thomas Brodie-Sangster, Will Poulter y Ki Hong Lee, la película estrenó el 19 de septiembre de 2014 en los Estados Unidos bajo la distribución de 20th Century Fox. Su DVD y Blu-ray fueron lanzados el 16 de diciembre de 2014. The Maze Runner sigue la historia de Thomas, un adolescente que ha sido encerrado junto a otros chicos de su edad en un laberinto lleno de monstruos y misterios.
El filme recibió críticas dispares por parte de los especialistas. De acuerdo con Metacritic, acumuló un total de 56 puntos sobre 100 sobre la base de 34 reseñas recopiladas, lo cual representa «reseñas variadas o medias». Algunos alabaron la actuación, la atmósfera y el suspenso, además notaron cierta similitud con las películas El señor de las moscas (1990), Los juegos del hambre (2012) y Divergente (2014). Por otro lado, comercialmente el filme resultó ser un éxito en taquilla, al recaudar más de 340 millones de dólares mundialmente, lo que es diez veces su presupuesto. Por ello, 20th Century Fox anunció una secuela llamada Maze Runner: The Scorch Trials, que estrenó el 18 de septiembre de 2015, la cual también fue dirigida por Wes Ball.

## Sinopsis
El filme sigue la historia de Thomas, un adolescente cuya memoria fue borrada y que ha sido encerrado junto a otros chicos de su edad en un laberinto plagado de monstruos y misterios. Con el transcurrir de los días, va desentrañando los secretos acerca de quiénes los encerraron allí y por qué, mientras debe convivir y adaptarse a la vida cotidiana de los que ya habitaban los interiores del laberinto.

## Argumento
El filme comienza con un chico (Dylan O'Brien) dentro de un elevador en ascenso. Al llegar a la parte superior, se encuentra rodeado de varios chicos a los que no conoce, quienes están en una pequeña área verde rodeada de grandes paredes de piedra. En medio del pánico y la confusión, Alby (Aml Ameen), líder del área/claro, le explica al chico que al igual que todos los que están allí, perdió la memoria y fue enviado desde el elevador/caja hasta ese lugar. En el transcurso del día, el chico conoce a Chuck (Blake Cooper) y a Newt (Thomas Brodie-Sangster) mientras se va asociando al lugar. Al llegar la noche, se realiza una fiesta para celebrar la llegada del chico nuevo. Newt le explica que por alguna extraña razón, todos fueron enviados al área/claro desde el elevador/caja, el cual está cargado de provisiones y siempre trae a un chico nuevo cada mes. Igualmente, Newt comenta que algunos de los que están allí llevan hasta tres años encerrados, puesto que la única manera de salir es cruzando el laberinto que se encuentra más allá de las paredes. Sin embargo, el mismo está lleno de monstruos (apodados «penitentes»/«laceradores» por ellos) que atacan por la noche al cerrarse las puertas, por lo que solo se le permite a los apodados «corredores» entrar en él, ya que son los únicos que lo conocen. Para subsistir, los habitantes/clarianos crearon distintos grupos que realizasen determinadas tareas dentro del área/claro, entre estos están los encargados de los cultivos, la tala de árboles, los médicos, los cocineros, los corredores, entre otros. Antes de que Newt continúe, el chico nuevo es invitado por Gally (Will Poulter) a pelear con él de manera amistosa. En medio de la pelea, tras un fuerte golpe en la cabeza, el chico recobra parte de su memoria y dice que su nombre es Thomas.
Al día siguiente, a Thomas se le asigna la tarea de ir a buscar fertilizante, por lo que se adentra en el bosque donde, de manera inesperada, es atacado por uno de los corredores, Ben (Chris Sheffield), quien fue picado por un penitente/lacerador en plena luz del día. La picadura contenía un virus que vuelve dementes a quienes lo poseen. Debido a que no tienen una cura y no pueden arriesgarse a que Ben mate a alguien, los habitantes/clarianos se ven obligados a sacrificarlo encerrándolo en el laberinto durante la puesta de sol. Al otro día, Thomas continúa adaptándose al lugar mientras al mismo tiempo intenta recordar su pasado. En el área/claro se crea un alboroto luego de que casi llegando la noche, Alby y el líder de los corredores, Minho (Ki Hong Lee), se adentrasen en el laberinto y aún no hubiesen regresado. Todos se reúnen en la entrada principal del laberinto esperando que regresen y, sorpresivamente Minho aparece arrastrando a Alby, quien ha sido picado, lo cual es algo inusual porque los penitentes/laceradores no suelen atacar en el día. Sabiendo que no saldrían a tiempo, Thomas entra en el laberinto mientras las puertas se están cerrando, por lo que al caer la noche queda encerrado junto a Alby y Minho. Dado que Alby es incapaz de moverse por su cuenta, Thomas y Minho lo llevan a un lugar donde puedan esconderlo hasta llegar el amanecer, pero son atacados por un penitente/lacerador. Thomas logra esconder a Alby y a su vez matar al penitente/lacerador escapando junto a Minho, siendo el primer habitante/clariano en lograrlo.
Al amanecer, los tres salen del laberinto y mientras Alby se mantiene inconsciente, los habitantes/clarianos realizan una junta para castigar a Thomas, puesto que ingresó al laberinto sin ser un corredor, lo cual va contra sus reglas. Muy molesto por su intento fallido de preservar el orden en el área/claro, Gally exige que se le dé un fuerte castigo. Antes de que pudiesen decidir algo, la junta se ve interrumpida por el elevador/caja que comienza a subir de forma inesperada, y en él hallan a la primera chica (Kaya Scodelario) que se haya visto, con una nota que aseguraba que ella sería «la última». Mientras ella se mantiene inconsciente, Thomas y Minho exploran junto a tres habitantes/clarianos el laberinto, para buscar los restos del penitente/lacerador que mataron la noche anterior. En él descubren un dispositivo que marcaba el número siete. Al volver al área/claro, prosiguen la junta donde Newt sentencia a Thomas a una noche en «el pozo»/«el trullo» (una especie de prisión) y seguidamente lo nombra corredor, por consejo de Minho. Más tarde, la chica despierta y causa un alboroto hasta que Thomas logra razonar con ella y descubre que su nombre es Teresa. Además de la nota, Teresa llevaba consigo dos aparentes antídotos, uno de ellos es usado en Alby quien se encontraba alucinando por la picadura que recibió. Esa noche, Thomas debe cumplir su sentencia impuesta por Newt, por lo que pasa la noche en el pozo/trullo. Al día siguiente, él y Minho entran al laberinto y son guiados por el dispositivo del penitente hasta una presunta salida ubicada en el sector siete, pero al intentar abrirla, el sector comienza a cerrarse y se ven obligados a abandonarlo.
Al volver, comienzan a explicar todo lo ocurrido, pero descubren que Alby ha despertado y asegura que Thomas es el culpable de que todos ellos estuviesen allí encerrados. En eso, se crea un alboroto en el área/claro puesto que las puertas del laberinto no se cerraron. Por el contrario, se abrieron tres nuevas, de las cuales emergieron docenas de penitentes/laceradores que mataron a gran parte de los habitantes/clarianos, entre estos a Alby y a Zart (Joe Adler). Al amanecer, Gally culpa a Thomas de todo lo ocurrido, dado que desde su llegada, comenzaron a ocurrir cosas fuera de lo común. Él y los sobrevivientes intentan sacrificarlo junto a Teresa, pero gracias a la ayuda de Chuck, Newt y Minho logran salvarse. Thomas asegura que ese mismo día pensaban salir del laberinto por la presunta salida que él y Minho encontraron el día anterior. Gally se rehúsa a ir afirmando que él reconstruiría toda el área/claro, puesto que ese era su hogar. Él y unos pocos habitantes/clarianos se quedan, mientras que Thomas, Teresa, Chuck, Newt, Minho, Sartén/Fritanga (Dexter Darden), Jeff (Jacob Latimore), Winston (Alexander Flores), Clint (Randall D. Cunningham) y otros habitantes se adentran en el laberinto. Enfrentándose a los penitentes/laceradores, la mayoría consigue llegar a salvo a unos túneles que los guiaban a un laboratorio. Allí encuentran una grabación donde Ava Paige (Patricia Clarkson) relata todo lo ocurrido. Hace varios años, hubo unas erupciones solares que arrasaron con gran parte de la población del mundo. Al mismo tiempo, un virus apodado «la llamarada» / «el destello» escapó de un laboratorio e infectó a buena parte de la población sobreviviente. Todos los países que subsistieron, crearon una agencia llamada CRUEL (Catástrofe y Ruina Universal: Experimento Letal / Catástrofe Radical: Unidad Experimentos Letales), a la cual se le dio el permiso de experimentar con los seres humanos para buscar una cura, este era el motivo del laberinto.
Cuando concluye la grabación, Gally aparece inesperadamente en el laboratorio con una pistola y amenaza con matar a Thomas por haber destruido su hogar. Pese a que Thomas intenta razonar con él, Gally se veía bajo los efectos del virus inyectado por los penitentes/laceradores. Cuando Gally dispara, Minho le arroja una lanza en el pecho y lo mata casi instantáneamente. Simultáneamente, Thomas descubre que Chuck recibió el disparo por haberse interpuesto un segundo antes para salvarlo. En ese momento, un grupo de soldados irrumpen en el laboratorio para escoltar a Thomas y a los demás hasta un área segura, dejando a Chuck morir desangrado. El filme termina con el epílogo del libro, donde Ava expone a los miembros de CRUEL que la primera prueba ha sido todo un éxito, y ya están listos para la segunda fase.

## Reparto
- Dylan O'Brien como Thomas.
- Kaya Scodelario como Teresa.
- Thomas Brodie-Sangster como Newt.
- Will Poulter como Gally.
- Ki Hong Lee como Minho.
- Aml Ameen como Alby.
- Blake Cooper como Chuck.
- Dexter Darden como Sartén/Frypan.
- Chris Sheffield como Ben.
- Jacob Latimore como Jeff.
- Joe Adler como Zart.
- Patricia Clarkson como Ava Paige.
- Don McManus como hombre enmascarado.

## Producción y lanzamiento

### Castingy guion

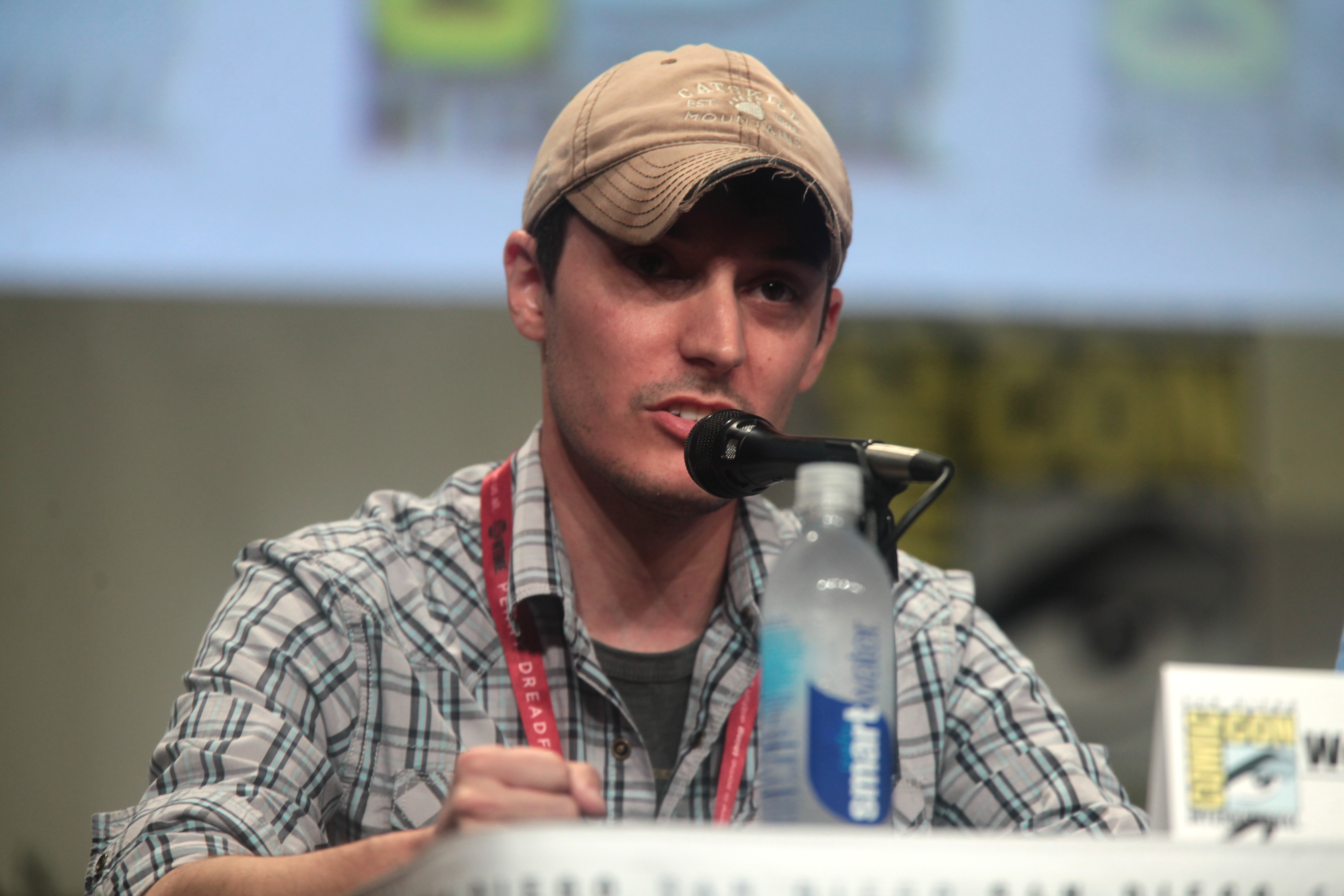
Wes Ball, director de la película, en una conferencia de la Convención Internacional de Cómics de San Diego en California, en julio de 2014.

Originalmente, Catherine Hardwicke iba a ser la directora de la película, pero finalmente fue Wes Ball el seleccionado por 20th Century Fox para hacer la adaptación cinematográfica del libro tras la impresión de los productores por su trabajo en el cortometraje Ruin. Además de dirigir la película, Ball quedaría a cargo del casting. Su primera elección fue Kaya Scodelario como Teresa, asegurando que la actriz era perfecta para interpretarla tras haberla visto en la serie Skins. Inicialmente, Dylan O'Brien había sido rechazado para el papel de Thomas porque, según el director, cuando audicionó, su look de Teen Wolf no reflejaba la vulnerabilidad del personaje. El director aseguró que no buscaba a alguien que luciera como «el típico matón estrella de acción», sino «un chico que entra como un niño y se va como un hombre». Posteriormente, 20th Century Fox mostró al director la película The Internship (2013), donde O'Brien es coprotagonista, y debido al desenvolvimiento con el personaje Stuart Twombly, Ball reconsideró su decisión y aseguró que O'Brien era perfecto para interpretar a Thomas. Otros actores que audicionaron para el papel fueron Brenton Thwaites y Connor Paolo. Para el rol de Chuck, el director comentó que diversos chicos enviaron sus propuestas mediante Twitter, finalmente fue Blake Cooper quien resultó elegido. Otros seleccionados fueron Thomas Brodie-Sangster como Newt, Will Poulter como Gally y Ki Hong Lee como Minho.
Durante una entrevista, Wes Ball indicó que cuando comenzaron las filmaciones de la película, ya había un guion hecho. No obstante, aseguró que cuando lo leyó, «no sentía que capturara el espíritu del libro». El director consultó con el autor del libro, James Dashner, quien aprobó todos los cambios que se realizaron. Ball aseguró: «Él estaba completamente entusiasmado y entendía totalmente los cambios que tuve que hacer para convertir un libro de más de 300 páginas en un guion de 110». Uno de los aspectos más destacados fue que, a excepción de Blake Cooper, ningún actor del reparto había leído o sabía sobre el libro.

### Filmación y edición

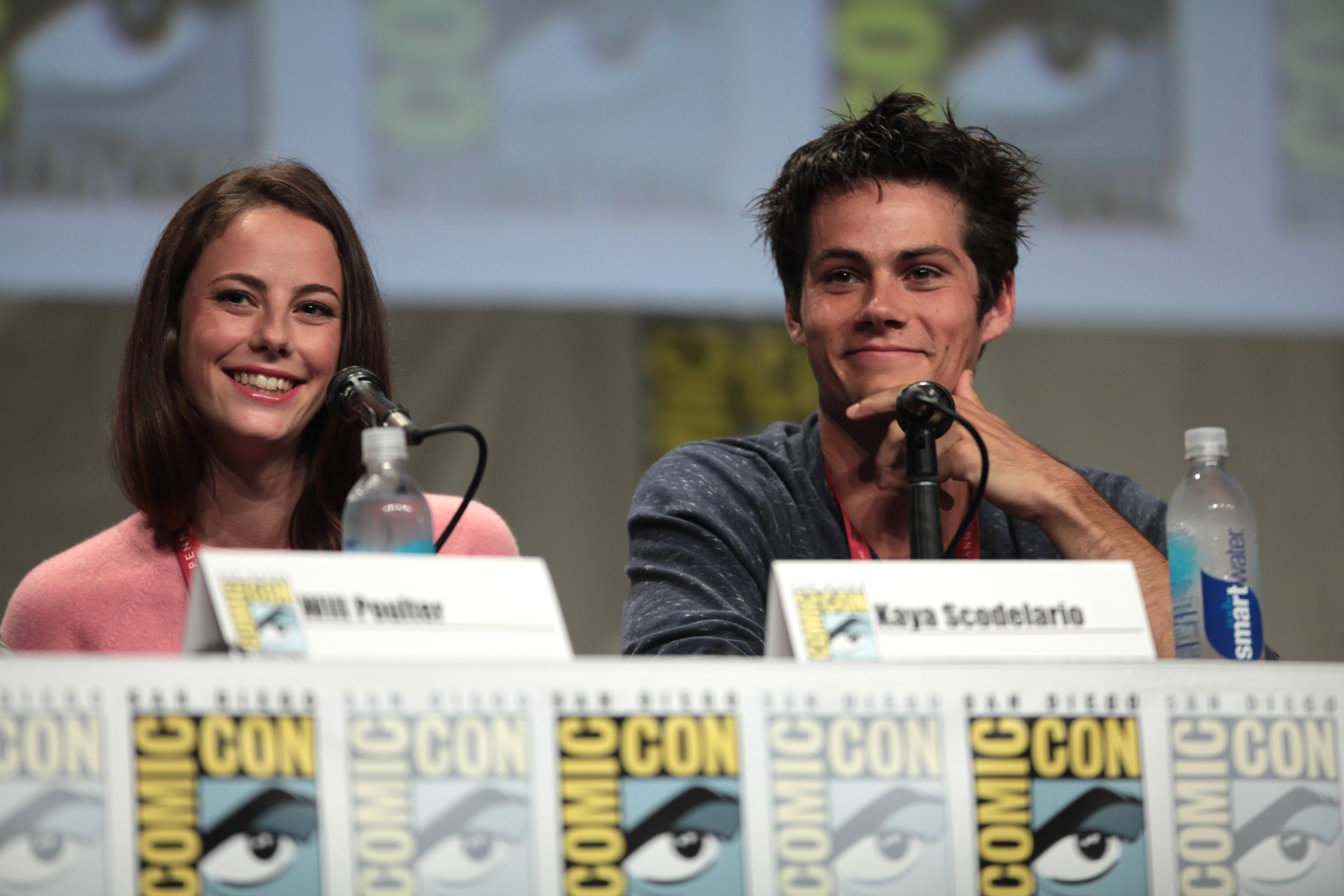
Kaya Scodelario (izquierda) y Dylan O'Brien (derecha) promocionando la película en una conferencia de la Convención Internacional de Cómics de San Diego en California, en julio de 2014.

El rodaje de la película comenzó el 13 de mayo de 2013 en Baton Rouge, Luisiana. Para las escenas del área, se usó una granja de 200 hectáreas ubicada en el pueblo de Jackson, la cual debió ser revisada puesto que se hallaron más de cincuenta víboras, varias de estas venenosas. Todo el elenco debió recibir clases de supervivencia para poder recrear armas y refugios, además de dormir a campo abierto durante el primer día de rodaje. Sin embargo, a ninguno se le probaron sus capacidades físicas como correr o saltar. Diariamente se realizaban aproximadamente sesenta tomas a fin de acortar el plazo de filmación. Dylan O'Brien aseguró que el constante rodaje favoreció a su interpretación de Thomas, puesto que el personaje pasaba la mayor parte de su tiempo cansado. Esto además, según su opinión, le dio más del espíritu del libro, donde varios chicos jóvenes intentan sobrevivir.
Para las escenas del laberinto, se usó un edificio antiguo de Sam's Club, el cual contaba con 80 pies de altura. En él se construyeron paredes que los actores pudiesen fácilmente escalar, y más tarde fueron agrandadas por computadora con el uso de pantallas verdes. El director preguntó vía Twitter a los admiradores del libro cuáles eran sus escenas favoritas, para asegurarse de incluirlas en la película. El proceso de grabación demoró solo ocho semanas. Aunque, el proceso de edición demoró casi un año.

### Publicación
El primer tráiler de la película fue publicado el 17 de marzo de 2014. Al mes siguiente, 20th Century Fox comenzó la campaña publicitaria del filme, donde fueron revelados los carteles de cines de los diversos personajes. En junio, Dylan O'Brien reveló vía Twitter que el libro original de The Maze Runner sería relanzado con una nueva portada para conmemorar la adaptación cinematográfica. En julio, se reveló el segundo tráiler en Yahoo! Movies. Inicialmente, la película estaba programada para ser lanzada el 14 de febrero de 2014, pero debido a ciertos retrasos con el montaje, su publicación se retrasó hasta septiembre. En Malasia, México y Singapur estrenó el 11 de septiembre, sucedido por Taiwán al día siguiente. Determinados países de África, Europa y Oceanía vieron el estreno entre el 16 y el 18. Finalmente, el 19 del mismo mes, IMAX lanzó oficialmente el filme en los Estados Unidos. No obstante, en Italia, el Reino Unido y otros territorios no estuvo disponible de manera oficial hasta octubre. En Japón estrenó el 20 de febrero de 2015. El DVD y Blu-ray fueron lanzados de manera oficial el 16 de diciembre en un combo de dos CD, que incluyen escenas eliminadas y un documental de cinco episodios sobre la realización de la película.

## Recepción

### Recaudación
Citando la fuerte promoción y la fecha de lanzamiento, analistas predijeron que el filme sería un éxito en recaudación. Varios de estos aseguraron que recaudaría entre 30 y 32 millones de dólares en Norteamérica durante su primera semana. El 19 de septiembre, estrenó de manera oficial en 3604 salas, más de 350 pertenecientes a IMAX. En sus dos primeros días, recaudó $11.25 y $13.46 millones, respectivamente. The Maze Runner encabezó la lista de las películas más recaudadoras ese fin de semana con $40.5 millones (un promedio de $11 243 por teatro). De acuerdo con Fandango, The Maze Runner encabezó la venta de boletos durante su semana de estreno con más del 50% de las ventas totales. Sin embargo, en su segunda semana cayó un 47% con solo $21.4 millones recaudados, más tarde caería nuevamente a $14 millones en su tercera, $9.9 en la cuarta, $5.4 en la quinta y $2.96 en la sexta. En su séptima semana, mostró un leve aumento del 0.6% con una recaudación de $2.97 millones, que siete días después caería a $1.7 (descenso del 42%). Finalmente en su novena semana, llegó a la cifra de $100 millones en Norteamérica. Hasta mayo de 2015, es la novena película de trama postapocalíptica más taquillera de los Estados Unidos. En otros mercados mostró un recibimiento similar. En Corea del Sur batió el récord del mayor debut en un fin de semana, venciendo a Los juegos del hambre y Divergente. En Australia, Bélgica, Brasil, Francia, Hong Kong, Italia, Reino Unido, Rusia, Tailandia y Venezuela también mostró grandes ingresos. En total, The Maze Runner recaudó $102 427 862 en Norteamérica y $238 322 778 en el resto del mundo, para una suma de $348 319 861, lo cual es diez veces el presupuesto de la película.

### Respuesta crítica
The Maze Runner contó con críticas muy dispares, aunque mayormente positivas entre los especialistas. En Metacritic acumuló un total de 56 puntos sobre 100 sobre la base de 34 críticas recopiladas, lo cual representa «reseñas variadas o medias». Por su parte, Rotten Tomatoes le dio una calificación de 65% con una nota de 5.9 sobre 10 sobre la base de 175 reseñas profesionales, catalogando la película como «fresca». El análisis se resumió en: «Con una fuerte actuación, una premisa sólida, y un enfoque refrescante y oscuro para su ajuste distópica, The Maze Runner se destaca en el campo lleno de aventuras de ciencia ficción». Especialistas de The Wall Street Journal aseguraron que The Maze Runner era mejor que la mayoría de las adaptaciones de su tipo gracias a las «fuertes actuaciones y la atmósfera misteriosa y escalofriante» que se crea. Michael O'Sullivan de The Washington Post dio una crítica favorable otorgándole tres estrellas de cuatro y diciendo que es «visualmente elegante, llena de suspenso y original».
Isaac Feldberg de We Got This Covered la calificó con cuatro estrellas de cinco y la describió como «la aventura más emocionante distópica, ambicioso y entretenida desde Los juegos del hambre (2012)». Richard Corliss de Time afirmó que The Maze Runner es más «modesta» que otras adaptaciones como Los juegos del hambre y Divergente. Michael Sragow de The Orange Country Register dijo que pese a las comparaciones con El señor de las moscas y Lost, el filme encerraba al público en un ambiente de supervivencia distópica. Claudia Puig de USA Today escribió una reseña negativa asegurando que The Maze Runner no aporta nada nuevo a las ya conocidas películas de ciencia ficción como Los juegos del hambre, Divergente y The Giver.

### Premios y nominaciones
| Año  | Premiación                          | Nominado(s)                            | Categoría                                                          | Resultado | Ref.          |
| ---- | ----------------------------------- | -------------------------------------- | ------------------------------------------------------------------ | --------- | ------------- |
| 2014 | IFMCA Awards                        | John Paesano                           | Mejor grabación original para un filme de acción/aventura/suspenso | Nominado  | [ 29 ]        |
| 2014 | Premios Shorty                      | #SurviveTheNight                       | Lo mejor de Snapchat                                               | Ganador   | [ 30 ]        |
| 2014 | NewNowNext Awards                   | Dylan O'Brien                          | Actor revelación                                                   | Nominado  | [ 31 ]        |
| 2014 | Young Hollywood Awards              | Dylan O'Brien                          | Actor revelación                                                   | Ganador   | [ 32 ]        |
| 2015 | Melty Future Awards                 | Dylan O'Brien                          | Hombre internacional del año (actor)                               | Ganador   | [ 33 ]        |
| 2015 | MTV Movie Awards                    | Dylan O'Brien                          | Mejor actuación de miedo                                           | Nominado  | [ 34 ] [ 35 ] |
| 2015 | MTV Movie Awards                    | Dylan O'Brien                          | Actor revelación                                                   | Ganador   | [ 34 ] [ 35 ] |
| 2015 | MTV Movie Awards                    | Dylan O'Brien                          | Mejor héroe                                                        | Ganador   | [ 34 ] [ 35 ] |
| 2015 | MTV Movie Awards                    | Dylan O'Brien y Will Poulter           | Mejor pelea                                                        | Ganador   | [ 34 ] [ 35 ] |
| 2015 | Teen Choice Awards                  | The Maze Runner                        | Mejor película de acción/aventura                                  | Nominado  | [ 36 ] [ 37 ] |
| 2015 | Teen Choice Awards                  | Dylan O'Brien                          | Mejor actor de película de acción/aventura                         | Nominado  | [ 36 ] [ 37 ] |
| 2015 | Teen Choice Awards                  | Kaya Scodelario                        | Mejor actriz de película de acción/aventura                        | Nominado  | [ 36 ] [ 37 ] |
| 2015 | Teen Choice Awards                  | Thomas Brodie-Sangster                 | Actor de película revelación                                       | Nominado  | [ 36 ] [ 37 ] |
| 2015 | Teen Choice Awards                  | Dylan O'Brien y Thomas Brodie-Sangster | Mejor química en película                                          | Nominado  | [ 36 ] [ 37 ] |
| 2015 | Society of Camera Operators Honours | Stephen S. Campanelli                  | Camarógrafo del año                                                | Nominado  | [ 38 ]        |

## Diferencias con el libro
Entre la película y el libro hubo varias diferencias, muchas de ellas importantes. Estas generaron cierta polémica entre los admiradores del libro, además de críticas negativas. El director, Wes Ball, alegó que se había puesto en contacto con James Dashner para preguntar si estaba de acuerdo con los cambios, a lo que Dashner respondió que sí. En una entrevista con MTV, Ball afirmó que todas las diferencias tenían una razón. Añadió además que todos los misterios que habían quedado sin resolver serían compensados con las demás películas.

### Historia
- En el libro, uno de los factores más importantes entre la relación de Thomas y Teresa es que ambos pueden comunicarse por telepatía, cosa que no ocurre en la película. Al respecto, el director dijo que la telepatía a través de la pantalla grande simplemente «no funcionaba». Durante el rodaje, se intentó probar esto al hacer tomas donde ambos personajes se mirasen fijamente en un silencio total, pero «simplemente no funcionaba», según Ball.

- Thomas demora mucho en recordar su pasado en el libro, pero en la película esto ocurre en sus primeros días de estancia en el área.

- En la película la aparición de Teresa en las diferentes escenas es muy limitada, pero en el libro es una de las protagonistas. Sobre esto, Ball alegó que no hallaron la manera de involucrar al personaje una vez que apareció debido al desarrollo que ya llevaba la historia, por lo que debieron suprimir varias tomas. No obstante, dijo que esto sería compensado en la segunda película.

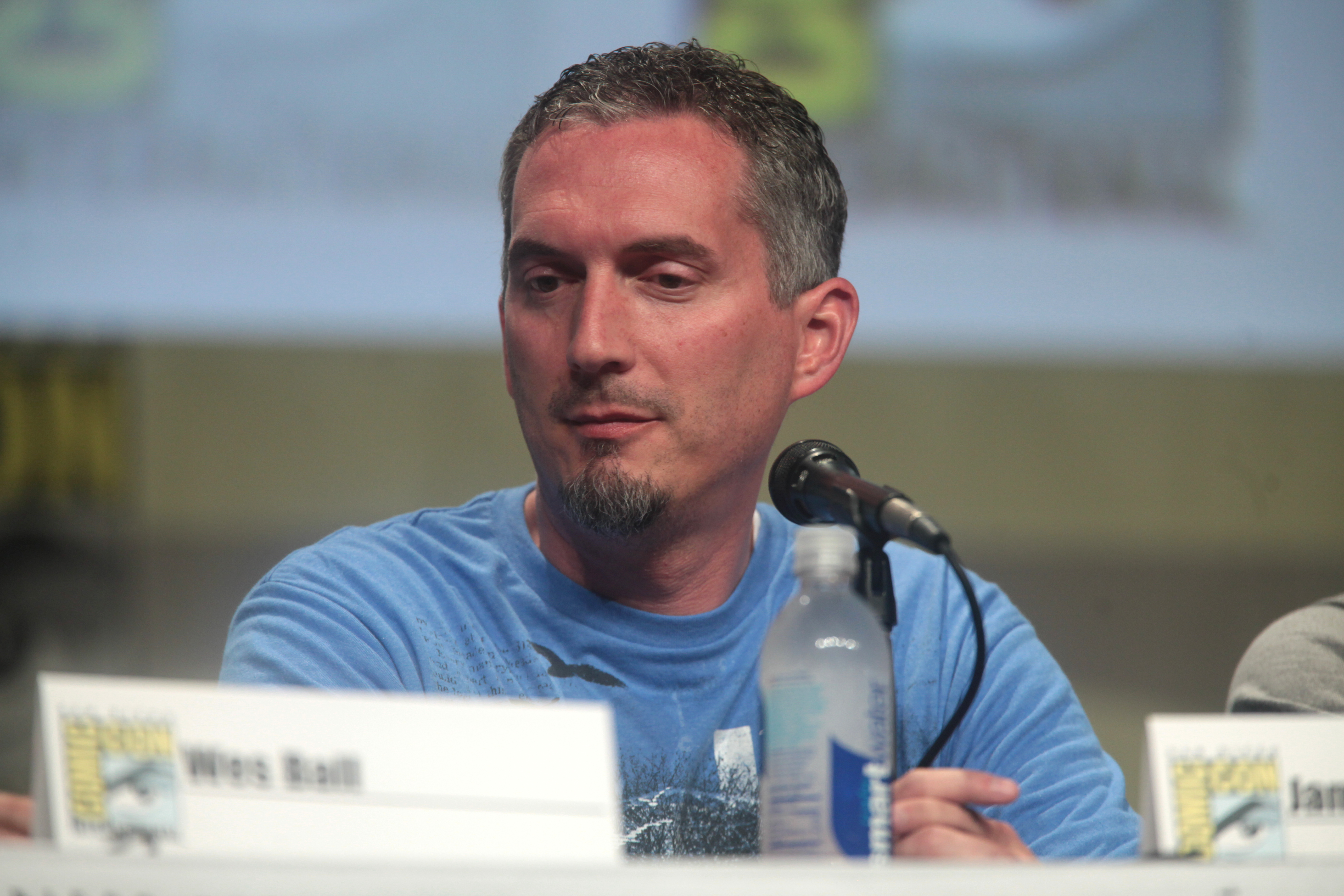
El autor del libro, James Dashner, se mostró de acuerdo con los cambios que se realizaron del libro a la película.

- En el libro, Thomas pasa varios días en el área probando los distintos trabajos que hay. En la película, sin embargo, se convierte casi directamente en un corredor, sin realizar ninguna tarea adicional más que buscar fertilizante y talar unos cuantos troncos. Ball aseguró que solo pudieron hacer mención de los distintos trabajos disponibles, porque de lo contrario, la audiencia se intrigaría y arruinaría el suspenso.

- En la película, Gally muere tras ser atravesado por la lanza que arrojó Minho. Sin embargo, en la trilogía realmente no murió, y reaparece en el tercer libro. El director dijo que para hacer más dramática la escena, debían hacer algo fuerte e inesperado, por lo que no podían perder tiempo en explicar la falsa muerte de Gally.

- En el libro, Thomas y Minho demoran mucho más en descubrir que la guarida de los penitentes / laceradores es la salida. En la película, fueron guiados por un dispositivo e instantáneamente comienzan a idear un plan de escape.

- En el libro, el puzle para descubrir el código para salir es mucho más complejo que el orden de los números que aparece en la película.

- En el libro, Alby es casi el antagonista de la historia, al tener muy mala relación con Thomas. Sin embargo, esto es muy diferente en la película, puesto que Alby es el primero en recibir a Thomas de manera amistosa, además que se convierte en su mentor.

- Ben no es realmente un corredor en el libro, mientras que en la película sí, porque, según el director, «añadía drama a su historia».

### Artístico y detalles menores
- James Dashner describe a los penitentes / laceradores en el libro como babosas u orugas. Esto en la película de acuerdo con Ball, no causaría un miedo real a las criaturas, por lo que en su adaptación, los penitentes son mostrados como arañas mecánicas.

- En el libro, existían pequeños escarabajos metálicos con el nombre CRUEL en el lomo, los cuales se encontraban esparcidos por toda el área y el laberinto. Servían para que CRUEL pudiera vigilar y estudiar a los habitantes. En la película, estos escarabajos no existen.

- En la mayor parte de los diálogos del libro, Newt y Teresa se dirigen a Thomas como Tommy y Tom, respectivamente. No obstante, en la película no utilizan ningún apodo en particular.

- En la película, el agujero donde descansan los penitentes durante el día se encuentra escondido en un acantilado cerca de la salida, mientras que en el libro está ubicado al borde del laberinto. Ball afirmó que esto haría más dramático el clímax de la película, puesto que Thomas debería enfrentar su mayor miedo para poder salir del laberinto.

- Uno de los aspectos más intrigantes sobre la película fue la ubicación del laberinto en el mundo real. En el libro, el laberinto estaba cubierto por un cielo falso, pero Ball consideró que esto era «ridículo», y pensó que trasladar a los personajes desde un helicóptero para ver el laberinto desde el cielo haría la escena más emocionante. Esto además es otra diferencia, puesto que en el libro, los habitantes son sacados en un autobús, no en un helicóptero.

- Desde que Thomas conoce a Newt en el libro, se sabe que el personaje es rengo, siendo esto uno de sus rasgos físicos más destacados. Sin embargo, en la película esto no se menciona ni tampoco se hace muy evidente.

## Secuela
El 11 de octubre de 2013, se reveló que 20th Century Fox había adquirido los derechos del segundo libro de la trilogía, The Scorch Trials. El encargado de dirigir la película sería nuevamente Wes Ball, del mismo modo que Dylan O'Brien, Kaya Scodelario, Thomas Brodie-Sangster, Ki Hong Lee y Patricia Clarkson recrearían nuevamente sus roles. Las filmaciones y la preproducciones comenzaron en septiembre de 2014 en Nuevo México poco después del éxito que mostró The Maze Runner. Más tarde se reveló que Aidan Gillen haría el papel de Janson («la rata humana»), Rosa Salazar interpretaría a Brenda, Jacob Lofland a Aris Jones, Nathalie Emmanuel a Harriet y Giancarlo Esposito a Jorge Gallaparga. Además, en la película aparecería Vince (interpretado por Barry Pepper), un personaje que no se revela sino hasta The Death Cure, así como Mary Cooper (interpretada por Lili Taylor), un personaje exclusivo para la serie de películas. El filme estrenó el 18 de septiembre de 2015 en los Estados Unidos.